# Liste des circonscriptions parlementaires des Midlands de l'Ouest
Le comté cérémoniel des Midlands de l'Ouest est divisé en 28 circonscriptions parlementaires.
Tous sont Borough constituencies, à l'exception de Meriden, une county constituency.

## Circonscription
- † Conservateur
- ‡ Travailliste
- ¤ Libéral-démocrate

| Circonscription               | Électeurs | Majorité | Membre du Parlement | Membre du Parlement | Opposition | Opposition           | Circonscriptions électorales, | Map |
| ----------------------------- | --------- | -------- | ------------------- | ------------------- | ---------- | -------------------- | ----------------------------- | --- |
| Aldridge-Brownhills BC        | 60 215    | 11 723   |                     | Wendy Morton†       |            | John Fisher‡         |                               |     |
| Birmingham, Edgbaston BC      | 65 591    | 2 706    |                     | Gisela Stuart‡      |            | Luke Evans†          |                               |     |
| Birmingham, Erdington BC      | 65 128    | 5 129    |                     | Jack Dromey‡        |            | Robert Alden†        |                               |     |
| Birmingham, Hall Green BC     | 76,330    | 19,818   |                     | Roger Godsiff‡      |            | James Bird†          |                               |     |
| Birmingham, Hodge Hill BC     | 75,302    | 23,362   |                     | Liam Byrne‡         |            | Kieran Mullan†       |                               |     |
| Birmingham, Ladywood BC       | 68,128    | 21,868   |                     | Shabana Mahmood‡    |            | Isabel Sigmac†       |                               |     |
| Birmingham, Northfield BC     | 71,428    | 2,509    |                     | Richard Burden‡     |            | Rachel Maclean†      |                               |     |
| Birmingham, Perry Barr BC     | 69,943    | 14,828   |                     | Khalid Mahmood‡     |            | Charlotte Hodivala†  |                               |     |
| Birmingham, Selly Oak BC      | 75,092    | 8,447    |                     | Steve McCabe‡       |            | Alex Boulter†        |                               |     |
| Birmingham, Yardley BC        | 72,146    | 6,595    |                     | Jess Phillips‡      |            | John Hemming¤        |                               |     |
| Coventry North East BC        | 75,462    | 12,274   |                     | Colleen Fletcher‡   |            | Michelle Lowe†       |                               |     |
| Coventry North West BC        | 73,626    | 4,509    |                     | Geoffrey Robinson‡  |            | Parvez Akhtar†       |                               |     |
| Coventry South BC             | 70,397    | 3,188    |                     | Jim Cunningham‡     |            | Gary Ridley†         |                               |     |
| Dudley North BC               | 60,718    | 4,181    |                     | Ian Austin‡         |            | Les Jones†           |                               |     |
| Dudley South BC               | 60,363    | 4,270    |                     | Mike Wood†          |            | Natasha Millward‡    |                               |     |
| Halesowen and Rowley Regis BC | 67,809    | 3,082    |                     | James Morris†       |            | Stephanie Peacock‡   |                               |     |
| Meriden CC                    | 81,928    | 18,795   |                     | Caroline Spelman†   |            | Tom McNeil‡          |                               |     |
| Solihull BC                   | 77,956    | 12,902   |                     | Julian Knight†      |            | Lorely Burt¤         |                               |     |
| Stourbridge BC                | 69,077    | 6,694    |                     | Margot James†       |            | Pete Lowe‡           |                               |     |
| Sutton Coldfield BC           | 74,956    | 16,417   |                     | Andrew Mitchell†    |            | Robert Pocock‡       |                               |     |
| Walsall North BC              | 67,080    | 1,937    |                     | David Winnick‡      |            | Douglas Hansen-Luke† |                               |     |
| Walsall South BC              | 67,743    | 6,007    |                     | Valerie Vaz‡        |            | Sue Arnold†          |                               |     |
| Warley BC                     | 63,738    | 14,702   |                     | John Spellar‡       |            | Tom Williams†        |                               |     |
| West Bromwich East BC         | 63,637    | 9,470    |                     | Tom Watson‡         |            | Olivia Seccombe†     |                               |     |
| West Bromwich West BC         | 65,524    | 7,742    |                     | Adrian Bailey‡      |            | Graham Eardley       |                               |     |
| Wolverhampton North East BC   | 61,065    | 5,495    |                     | Emma Reynolds‡      |            | Darren Henry†        |                               |     |
| Wolverhampton South East BC   | 62,556    | 10,778   |                     | Pat McFadden‡       |            | Suria Photay†        |                               |     |
| Wolverhampton South West BC   | 60,368    | 801      |                     | Rob Marris‡         |            | Paul Uppal†          |                               |     |

## Changements de limites
| Nom | Anciennes limites                             | Nom |
| --- | --------------------------------------------- | --- |
| 1. Aldridge-Brownhills BC 2. Birmingham, Edgbaston BC 3. Birmingham, Erdington BC 4. Birmingham, Hall Green BC 5. Birmingham, Hodge Hill BC 6. Birmingham, Ladywood BC 7. Birmingham, Northfield BC 8. Birmingham, Perry Barr BC 9. Birmingham, Selly Oak BC 10. Birmingham Sparkbrook and Small Heath 11. Birmingham, Yardley BC 12. Coventry North East BC 13. Coventry North West BC 14. Coventry South BC | Parliamentary constituencies in West Midlands | 1. Dudley North BC 2. Dudley South BC 3. Halesowen and Rowley Regis BC 4. Meriden CC 5. Solihull BC 6. Stourbridge BC 7. Sutton Coldfield BC 8. Walsall North BC 9. Walsall South BC 10. Warley BC 11. West Bromwich East BC 12. West Bromwich West BC 13. Wolverhampton North East BC 14. Wolverhampton South East BC 15. Wolverhampton South West BC |

La commission de démilitation des circonscriptions a recommandé que le comté soit divisé en 28 circonscriptions.
Après enquête publique, des propositions ont été émises en juillet 2005.
Les nouvelles circonscriptions ont été instaurées pour les élections générales de 2010.
| Nom | Limites actuelles                                      | Nom |
| --- | ------------------------------------------------------ | --- |
| 1. Aldridge-Brownhills BC 2. Birmingham, Edgbaston BC 3. Birmingham, Erdington BC 4. Birmingham, Hall Green BC 5. Birmingham, Hodge Hill BC 6. Birmingham, Ladywood BC 7. Birmingham, Northfield BC 8. Birmingham, Perry Barr BC 9. Birmingham, Selly Oak BC 10. Birmingham, Yardley BC 11. Coventry North East BC 12. Coventry North West BC 13. Coventry South BC 14. Dudley North BC | Proposed Parliamentary constituencies in West Midlands | 1. Dudley South BC 2. Halesowen and Rowley Regis BC 3. Meriden CC 4. Solihull BC 5. Stourbridge BC 6. Sutton Coldfield BC 7. Walsall North BC 8. Walsall South BC 9. Warley BC 10. West Bromwich East BC 11. West Bromwich West BC 12. Wolverhampton North East BC 13. Wolverhampton South East BC 14. Wolverhampton South West BC |

## Résultats

1983
1987
1992
1997
2001
2005
2010
2015
2017